# Смелый (фрегат, 1859)
«Смелый» — парусно-колёсный пароходо-фрегат 8-пушечного ранга Российского императорского флота. Второй пароходо-фрегат с таким названием. С 8 декабря 1879 года блокшив № 6.

## Строительство
Заложен 10 сентября 1857 года на Охтенском адмиралтействе в Санкт-Петербурге. Строителем выступил ККИ Карповский. «Смелый» спущен на воду 8 октября 1858 года. В 1858 — 1859 годах достройкой и вооружением корабля занимались Н. А. Субботин и Л. Г. Шведе. «Смелый» вступил в строй в кампанию 1859 года.

## Конструкция
Водоизмещение 1784 тонн. Длина 60,9 метра, ширина 11 метров. Средняя осадка 4,7 метра. Команда состояла из 210 человек. Паровая машина, снятая со старого пароходо-фрегата «Смелый», развивала мощность 400 номинальных (852 индикаторных) л. с. Она была построена в Англии с 1842 по 1844 год под наблюдением М. Н. Гринвальда. В 1868 году были установлены паровые котлы с пароходо-фрегата «Олаф». «Смелый» развивал максимальную скорость под парами до 10 узлов.
На «Смелом» были просторные хорошо отделанные каюты, в которых могли размещаться российские чиновники или миссии иностранных держав.

### Вооружение
- На 1862 год: 14 × 24-фн длинных пушек (нижний дек); 3 × 60-фн пушки № 1 и 2 × 60-фн пушки № 2 (палуба)
- На 1866 год: 14 × 24-фн длинных пушек (нижний дек); 1 × 60-фн пушки № 1, 1 × 60-фн пушки № 2, 2 × 24-фн пушко-карронады (палуба)
- На 1868 год: 14 × 24-фн длинных пушек (нижний дек); 1 × 60-фн пушки № 1 и 2 × 24-фн пушко-карронады (палуба)
- На 1871 год: 4 × 30-фн пушки, 2 × 1/4-пуд. «единорога» (палуба)

## Служба
Осенью 1859 года, с 19 октября по 1 ноября, «Смелый» под командованием капитана 2-го ранга Аболешева выходил в плавание в Балтийское море.
В 10-х числах июля 1862 года пароходо-фрегат «Смелый» под командованием капитана 2-го ранга Левицкого был отправлен в Свинемюнде за японским посольством, совершавшим вояж по маршруту Япония — Гонконг — Сингапур — Цейлон — Османская империя — Англия — Голландия — Пруссия — Российская империя — Япония. От морского министерства был послан адъютант штаба Кронштадтского порта капитан-лейтенант А. Ф. Можайский, от министерства иностранных дел барон Н. Д. Остен-Сакен и хор портовых музыкантов для парадной встречи посольства на корабле. 24 июля японское посольство перешло с прусского военного парохода «Одер» на пароходо-фрегат «Смелый». Во время перехода до Кронштадта, на высотах мыса Дагерорд, был встречен 111-ти пушечный винтовой корабль «Император Николай I», который салютовал флагу японского посланника 15 выстрелами. На малый рейд Кронштадта «Смелый» зашёл в 10 часов вечера 27 июля. В память об этом плавании командир пароходо-фрегата подарил князю Симодскому чертежи «Смелого». В 12 часов дня 28 июля японская миссия пересела на придворный пароход «Стрельна» и отправилась в Санкт-Петербург. 
В сентябре 1862 года пароходо-фрегаты «Смелый», «Храбрый» и «Владимир» были отправлены на выручку, севшему на плоскую подводную скулу острова Малый Соммерс, пароходо-фрегату «Гремящий» под командованием капитана 1-го ранга А. Аболешева. Сама спасательная операция проводилась с 19 до ночи с 20 на 21 сентября. В 3 часа дня 21 сентября, в связи с неправильными действиями, пароходо-фрегат «Гремящий» затонул.
C 25 мая по 14 сентября 1874 года плавание по Балтике.
В 1878 году «Смелый» использовался начальником штаба Морской обороны Свеаборга и начальником штаба отряда броненосной эскадры Балтийского флота контр-адмиралом А. Е. Кроуном.
Пароходо-фрегат «Смелый» отчислен к Кронштадтскому порту 8 декабря 1879 года и переоборудован в блокшив с номером 6.
В 1901 — 1902 годах продан на слом.

## Известные люди, служившие на корабле

### Командиры
- ??.??.1859 — ??.??.18?? — капитан 2-го ранга (с 08.09.1859 капитан 1-го ранга) Аболешев, Александр Нилович
- 03.12.1860 — 24.07.1861 — капитан-лейтенант (с 23.04.1861 капитан 2-го ранга) Свинкин, Иван Иосифович
- 24.07.1861 — ??.??.186? — капитан 2-го ранга Левицкий, Павел Павлович
- 27.03.1866 — хх.хх.1876 — капитан 2-го ранга (с 20.04.1869 капитан 1-го ранга) Коршунов, Павел Николаевич

### Другие должности
- ??.??.1859—??.??.1859 вахтенный начальник лейтенант И. Ф. Повалишин
- ??.??.18??—??.??.1864 штурманский офицер кондуктор Г. А. Мордовин
- ??.??.18??—??.??.18?? корабельный врач В. С. Кудрин
- 31.03.1874—??.??.1875 КИМФ кондуктор П. А. Мордовин

### Проходили морское обучение / практику
- ??.??.186?—??.??.186? В. Ф. Снегирёв